# Matrix Template Library
Матричная библиотека шаблонов (MTL) — это библиотека линейной алгебры для C++ программ.
MTL использует шаблоны C++, которые значительно сокращают код программы. Все матрицы и векторы допустимы во всех классических числовых форматах: float, double, complex <float> или complex <double>.
Более того, обобщённое программирование допускает использование произвольных типов до тех пор пока они производят необходимые операции. Например, можно использовать произвольные числовые форматы (например, unsigned short), типы для интервальной арифметики (например, boost::interval из Boost библиотеки, кватернионы (например, boost::quaternion), типы высокой точности (например, GNU Multi-Precision Library) и соответствующие определённые пользователем типы.
MTL поддерживает различные реализации плотной матрицы и разрежённой матрицы. MTL2 была разработана Jeremy Siek и Andrew Lumsdaine.
Последняя версия, MTL4, была разработана Peter Gottschling и Andrew Lumsdaine. Она содержит большинство функций MTL2, а также дополнена новыми техниками оптимизации, такими как метанастройка, например, раскрутка цикла динамически размеренных контейнеров может быть определена в вызове функции. Независимая от платформы масштабируемость производительности достигнута рекурсивной структурой данных и рекурсивными алгоритмами.
Универсальные приложения могут быть написаны в натуральной нотации (кодировке), например, v += A*q - w; тогда как библиотека самостоятельно обращается к соответствующим алгоритмам: матрично-векторное умножение или умножение матриц или векторно-скалярное умножение и т. д. Целью является скрыть реализационные вопросы внутри библиотеки и предоставить пользователю наглядный интерфейс. MTL4 используется в различных пакетах, таких как метод конечных элементов и Метод конечных объёмов, например, FEniCS Project.